# Дворец на Кирил Розумовски
Дворецът Розумовски или дворецът на хетмана на Украйна Кирил Розумовски (на украински: Палац гетьмана України Кирила Розумовського) е архитектурен паметник с национално значение в град Батурин в Черниговска област в Украйна. Това е музей на Националния исторически и културен резерват „Хетманска столица“ и единственият архитектурен шедьовър на Чарлз Камерън в Украйна.

## История
Кирил Розумовски е хетман на Украйна от 1750 до 1764 г. По време на неговото хетманство град Батурин става хетманска столица. От 1794 г. Кирил Розумовски живее в Батурин. Тогава той замисля изграждането на грандиозен дворцово-парков ансамбъл. В периода 1799 – 1803 г. ансамбълът е построен по проект на известния архитект от шотландски произход Чарлз Камерън. Ансамбълът се състои от дворец, две стопански постройки и парк. След смъртта на хетмана през 1803 г. ансамбълът става собственост на сина му Андрей Розумовски, който го притежава до края на живота си (1836 г.). През 1824 г. пожар унищожава почти целия интериор на сградата. През 1856 г. дворцово-парковият ансамбъл става държавна собственост. В началото на ХХ век ансамбълът е в изоставено състояние.
В средата на ХХ век паркът е напълно унищожен, а стопанските постройки са демонтирани.
През 1924 г. избухва силен пожар, който нанася значителни щети на конструкцията. Фасадата на сградата и декоративните орнаменти по нея са сериозно повредени и по време на Великата отечествена война.
През втората половина на ХХ век са направени няколко опита за реставрация на двореца, които поддържат състоянието му, но реставрацията не е завършена. Централната сграда на целия комплекс – дворецът – оцелява.
В периода 2003 – 2008 г., под егидата на президента Виктор Юшченко и с благотворителното участие на украински филантропи, дворецът на Кирил Розумовски е реставриран. На 22 август 2009 г. се състои тържественото му откриване за посетители.

## Музейна експозиция
Общата площ на двореца е 2483 m2, експозиционната площ е 1065,3 m2.
На приземния етаж на двореца има изложбени зали, които представят историческото минало на хетманската столица Батурин през призмата на държавната дейност на Кирил Розумовски и историята на строителството и възстановяването на дворцово-парковия ансамбъл в Батурин.
Интериорът на втория етаж е реставриран по аналогия с оцелелите произведения на Чарлз Камерън. В церемониалните зали на втория етаж фокусът е върху ерата на хетмана.